# ヴィーク (小惑星)
ヴィーク (10734 Wieck) は小惑星帯に位置する小惑星。ベルギーの天文学者エリック・エルストがヨーロッパ南天天文台で発見した。
ドイツのピアニストで作曲家、クララ・シューマンの旧姓から命名された。